# حاجب غازی
حاجب غازی (درگذشتهٔ ۴۲۵ هجری قمری)، یا امیر اسغتگین، از امیران و فرماندهان نظامی برجستهٔ دورهٔ غزنوی بود. وی در زمان سلطان محمود غزنوی به عنوان حاجب کبیر و در دورهٔ سلطان مسعود غزنوی به عنوان سپهسالار خدمت می‌کرد.
مهارت‌های نظامی و جنگاوری حاجب غازی موجب ارتقای او به مقامات بالای نظامی شد. پس از درگذشت سلطان محمود، وی از حامیان اصلی سلطنت مسعود غزنوی بود و در نبردهای متعددی شرکت داشت. با این حال، قدرت و نفوذ روزافزون او باعث نگرانی سلطان مسعود شد. در سال ۴۲۲ هجری قمری، مسعود او را از مقامش برکنار و در دژ گردیز زندانی کرد. حاجب غازی سه سال بعد، در سال ۴۲۵ هجری قمری، در همان‌جا درگذشت.
حاجب غازی نقش تأثیرگذاری در تاریخ بیهقی دارد ابوالفضل بیهقی از او به عنوان فردی با شایستگی بالا یاد می‌کند:
و شغل درگاه همه بر حاجب غازی می‌رفت که سپاه‌سالار بود و ولایت بلخ و سمنگان او داشت… و ژکیدن و گفتار آن قوم بحاجب غازی می‌رسانیدند و او می‌خندیدی و از آن باک نداشتی، که آن باد امیر محمود بود در سر او نهاده که شغل مردی چون ارسلان جاذب را بدو داد که آن کار را ازو شایسته‌تر کس ندید …— تاریخ بیهقی، بخش ۱۴ - قصّهٔ فضل سهل
مسعود علاوه بر سپه سالاری، ولایت بلخ و سمنگان را به او داد و حشمت او چنان بالا رفت که وقتی به درگاه می‌آمد «کوکبه ای همراه او بودند» بیهقی می‌گوید که هیچ‌کس با چنین حشمت به درگاه نمی‌آمد اما حضور حاجب غازی و وجیه گشتن او نزد مسعود بر دل محمودیان کوهی شد و هر روز تضریبی می‌کردند تا او را براندازند. به گفتهٔ بیهقی:
و سرانجام کار او آن بود که به حیله محمودیان زنی به او خبر داد که امیر او را فرو خواهد گرفت و غازی از ترس شبانه وسایل خود را جمع کرد و سخت براند و از دربار دور شد اما مسعود لشکر را به دنبال او فرستاد و جنگی درگرفت و تیری به او رسید که نالان شد اما عبدوس از طرف مسعود او را دلجویی کرد و به درگاه آورد.
سلطان مسعود تصمیم گرفت تا مدتی او را در غزنین بازداشت کند تا این فرار از یادها برود. حاجب غازی به غزنین منتقل و به بوعلی کوتوال سپرده شد. او تا پایان عمر در زندان باقی ماند. در این مدت، یک‌بار تلاش کرد از زندان فرار کند، اما موفق نشد. سرانجام، در روز پنجشنبه، هجدهم شوال سال ۴۲۵ هجری قمری، از گردیز خبر رسید که حاجب غازی در زندان درگذشته است.